# Jankovac (Chorwacja)
Jankovac – wieś w Chorwacji, w żupanii kopriwnicko-kriżewczyńskiej, w gminie Sokolovac. W 2011 roku liczyła 41 mieszkańców.